# Самогіпноз
Самогіпноз, або автогіпноз, — це різновид, спосіб або результат самоіндукції гіпнозу, який зазвичай використовується для самонавіювання. Нерідко використовується людьми, які довго лікувались гіпнозом.

## Використання
Самогіпноз широко використовується в сучасній гіпнотерапії. Він може набувати форми гіпнозу, входження до якого здійснюється по вже завченому з гіпнотерапевтом шаблону. Гіпноз може допомогти в контролі над болем, тривогою, при депресії, порушеннях сну, ожирінні, астмі та захворюваннях шкіри. При повному володінні самогіпнозу з'являється можливість покращити концентрацію, пам'ять, розширити можливості у вирішенні проблем, полегшити головний біль і навіть покращити усвідомленість та контроль над емоціями.
Основні кроки для самоіндукції гіпнотичного трансу
Для самогіпнозу необхідно мати чотири різні навички:
1. Мотивація. Без необхідної мотивації людині буде дуже складно практикувати самогіпноз.
2. Розслаблення. Людина повинна бути повністю розслабленою і виділяти певний час для практики. Окрім цього, необхідно прибрати все, що може відволікати, адже тут потрібна повна увага.
3. Концентрація. Людина повинна повністю зосередитись, оскільки результату можна досягнути тільки при концентрації уваги на одному образі.
4. Напрямок. Цей фактор використовується лише при роботі над певною сферою життя. Людина повинна тримати увагу на візуалізації бажаного результату.

Самогіпноз і стрес
Пацієнтів, які відчувають стрес та/або у яких низька самооцінка, можна навчити самогіпнотичним методам, які допоможуть їм розслабитись та/або підвищити самооцінку. Часто, коли пацієнт перебуває в самогіпнотичному стані, терапевт може індукувати процеси релаксації та укріплення самооцінки за допомогою голосових команд.
При навчанні самогіпнозу пацієнту необхідно вказати певне слово або фразу для повторення. Тільки за бажання увійти в гіпнотичний транс повторення кодової фрази матиме ефект.